# Qiaoxi (Xingtai)
Qiaoxi (chinesisch 桥西区, Pinyin Qiáoxī Qū) ist ein chinesischer Stadtbezirk der bezirksfreien Stadt Xingtai, Provinz Hebei. Er hat eine Fläche von 96 km² und zählt 330.000 Einwohner (2004).

## Administrative Gliederung
Auf Gemeindeebene setzt sich der Stadtbezirk aus fünf Straßenvierteln und zwei Gemeinden zusammen. 